# اریک مورالس
اریک مورالس (انگلیسی: Érik Morales؛ زادهٔ ۱ سپتامبر ۱۹۷۶) بوکسور اهل مکزیک است.